# Galenara balsa
Galenara balsa är en fjärilsart som beskrevs av Druce 1892. Galenara balsa ingår i släktet Galenara och familjen mätare. Inga underarter finns listade i Catalogue of Life.